# Trocha (revista)
Trocha fue una revista de historietas publicada en España en 1977. Fue editada por Colectivo de la Historieta S.A. bajo la dirección de Antonio Martín Martínez. Aunque en su portada se anunciaba que era un extra de Bang! se trataba de una revista de cómics al uso con editorial, crítica, novedades, artículos y correo del lector.
A partir del número doble 3/4 la revista cambió su nombre por el de Troya (misma tipografía). Tal como explicaba la editorial " ahora cuando esta trocha (camino abierto por las bravas en medio de la maleza, atajo) ha cumplido su función permitiéndonos llegar hasta ustedes, entramos en el camino definitivo, buscando un marca que sirva de distintivo comercial a nuestro trabajo y defina nuestras intenciones. (...) hemos elegido la marca TROYA (...) ya que igual que el mítico caballo aspiramos a sorprender...".
Formó parte del llamado boom del cómic adulto en España y difundió sobre todo material español. No tuvo el respaldo esperado y cerró después del número 8.

## Contenido
Además de publicar historietas, la revista tenía un carácter divulgativo y reivindicativo. Sus artículos iban desde denunciar el machismo en el cómic a defender los derechos de los autores. Aunque estéticamente se parecía a El Globo su talante político la convirtió en una predecesora en similitud a la argentina Fierro.
Colaboraron dibujantes como Luis García, Mariel Soria, Ventura y Nieto, El Cubri, Adolfo Usero y Alberto Breccia. Guionistas y firmas como Víctor Mora, Carlos Trillo, Jesús Cuadrado, Felipe Hernández Cava Joan Navarro y Ramón de España entre otros. Incluyó:

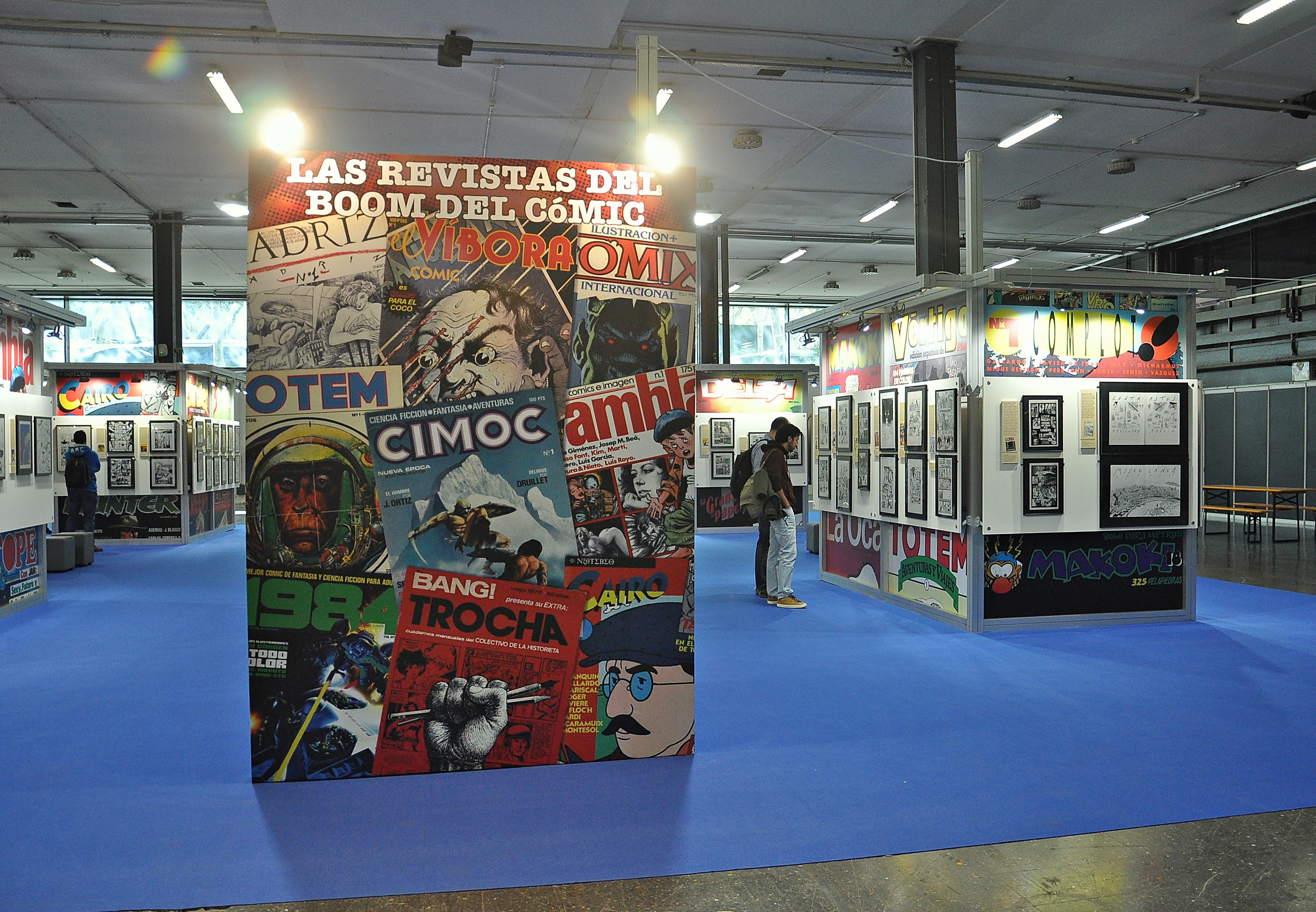
Imágenes de portadas de primeros números de revistas de historieta, en la ed. del 2018 del Salón de Barcelona; abajo en el centro, la del n.º 1 de Trocha.

| Números    | Título   | Autoría         | Procedencia |
| ---------- | -------- | --------------- | ----------- |
| 2, 3/4 y 7 | Sonrisas | Ventura y Nieto |             |